# Gianism ~omae no mono wa ore no mono
Gianism ~omae no mono wa ore no mono é o segundo álbum da banda japonesa Nightmare. O álbum possui dois CDs que tiveram duas datas de lançamento distintas: 21 de abril de 2003 e 21 de maio de 2003.

## Faixas do Cd 1
01. Jishou~shounen terrorist

02. Backstreet Children

03. Nadirecar

04. Tsubasa wo Kudasai

05. Crash! Nightmare Channel

06. Gianism San

07. Shinjitsu no Hana

08. M-aria

09. Star[K]night

10. Wasurena Kusa

11. Kadan

## Faixas do Cd 2
01. Dogma

02. Buildings.Roman

03. Wasurenagusa~k no souretsu

04. Saiyuki

05. Esaragoto

06. Gianism~tsuu minagoroshi

07. Hoshi ni negai wo

08. Shunkashuuto

09. Fly Me to the Zenith

10. Kimi to ita kisetsu

11. Love Tripper